# オレグ・マリシュキン

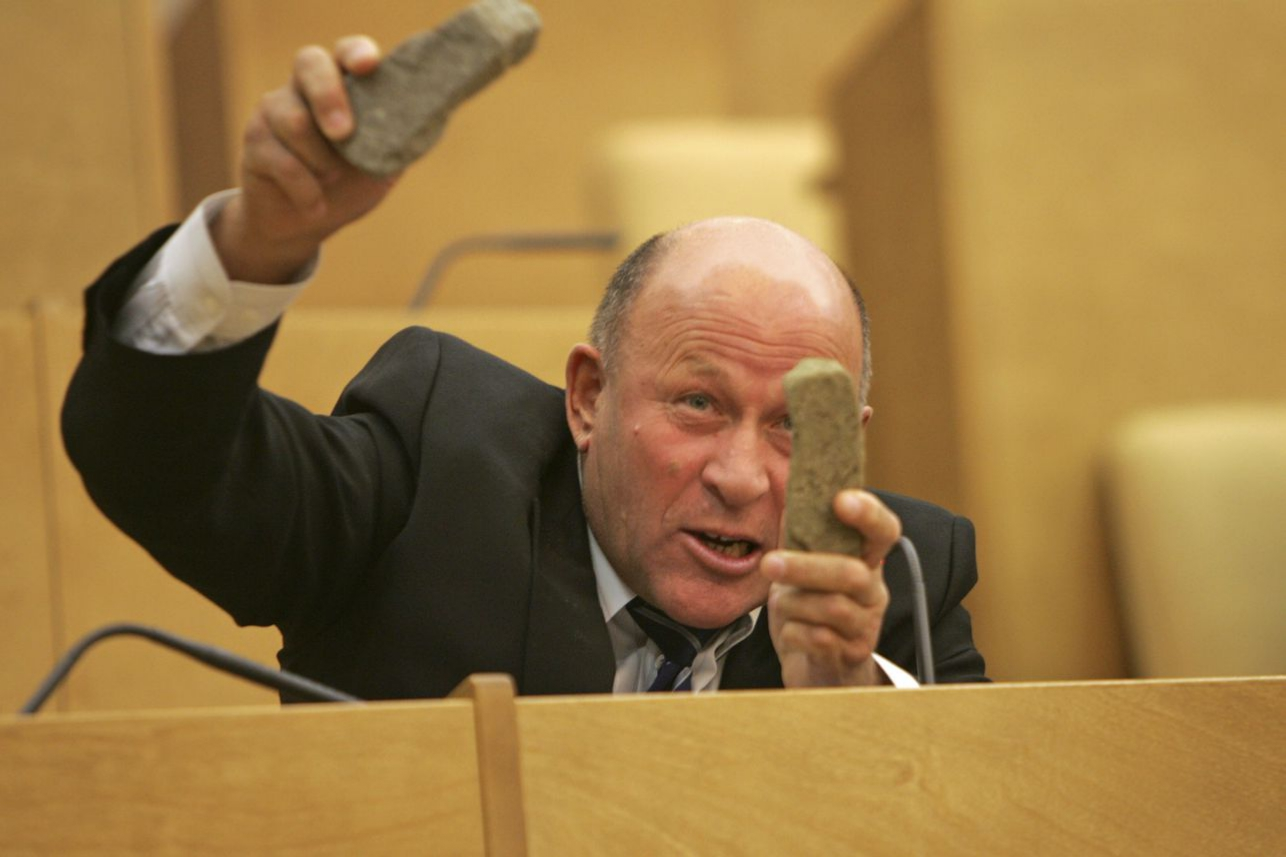
2006

オレグ・アレクサンドロヴィッチ・マリシュキン（露: Оле́г Алекса́ндрович Малышкин、Oleg Alexandrovich Malyshkin、1951年4月7日 –　）は、ロシアの政治家。ロシア自由民主党所属。ロシア連邦議会下院国家会議代議員。2004年ロシア大統領選挙に自民党から立候補し、得票率2パーセント、139万4070票を獲得した。サッカー選手や、ボクサーとして活動していた時期もある。